# Trybuna (pismo)
Trybuna – czasopismo polskojęzyczne będące organem Centralnego Komitetu Wykonawczego SDKPiL w Rosji. Wydawane od czerwca 1917 do grudnia 1918, najpierw w Piotrogrodzie, a następnie w Moskwie. Trybuna początkowo była tygodnikiem, później dziennikiem. Redaktorami naczelnym Trybuny byli Wacław Miller i Julian Leszczyński zaś współpracownikami m.in.: Józef Unszlicht, Stanisław Bobiński, Bronisław Bortnowski, Zbigniew Fabierkiewicz, Stanisław Pestkowski, Andrzej Radziszewski i Kazimierz Cichowski. Kontynuacją Trybuny było pismo „Młot”.